# FC Schifflingen 95
Der FC Schifflingen 95 (luxemburgisch FC Schëffleng 95) ist ein luxemburgischer Fußballverein aus der Gemeinde Schifflingen.

## Geschichte
Der FC Schifflingen 95 entstand 1995 als Zusammenschluss der beiden Schifflanger Vereine The National (gegründet 1912) und Amis des Sports (gegründet 1936).
The National war 1952 Meister, 1960 Pokalsieger und stand 1938 im Pokalfinale. Nach dem Abstieg aus der Nationaldivision 1974 folgte ein Sturz bis in die Fünftklassigkeit. Zum Zeitpunkt der Fusion war The National drittklassig.
AS spielte in seiner Vereinsgeschichte niemals erstklassig und war zum Zeitpunkt der Fusion gerade aus der zweitklassigen Ehrenpromotion abgestiegen, nachdem der Club seit 1990 innerhalb von fünf Jahren dreimal aufgestiegen war.
FC Schifflingen 95 stieg 1999 in die Nationaldivision auf, schaffte jedoch nicht den Klassenerhalt und musste nach nur einer Spielzeit in die Ehrenpromotion absteigen. In den folgenden Jahren stieg der Club bis in die viertklassige 2. Division ab.
Durch die Fusion der beiden Clubs FC Blue Boys Muhlenbach und RM Hamm Benfica im Sommer 2020 rückte Schifflingen als Tabellenzweiter der Saison 2019/20 der drittklassigen 1. Division – 2. Bezirk in die Ehrenpromotion nach.
Bereits zwei Spieltage vor Ende der Saison 2022/23 stand der Aufstieg und die damit verbundene Rückkehr in die BGL Ligue nach 23 Jahren fest. Doch nach nur einer Spielzeit stieg man als Tabellenletzter wieder in die Zweitklassigkeit ab.

## Bekannte Spieler
- Nabil Dirar
- Michel Kettenmeyer
- Joël Kitenge
- Amir Karaoui
- Tom Laterza
- Claudio Lombardelli
- Miralem Pjanić